# دوران کودکی (کتاب)

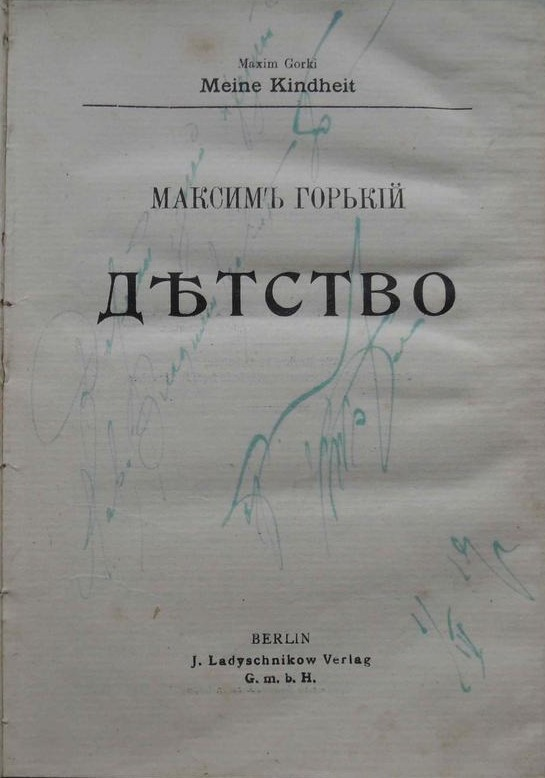
این کتاب در خصوص دوران کودکی توضیحات مهم و اثر بخشی را برای خواننده ی این کتاب به ارمغان می آورد و باعث شناخت بیشتر خواننده با این موضوع که کودکی چگونه بوده و هست می کند.

دوران کودکی نام یک کتاب ادبی است که توسط ماکسیم گورکی، نویسندهٔ اهل روسیه نوشته شده‌است. این کتاب یکی از آثار مشهور ادبی جهان است.